# فرنسوا بون
فرنسوا بون (بالفرنسية: François Bon)‏ كاتب فرنسي وُلد بلوسون في 22 مايو 1953.